# Heather Headly
Heather Headly, född 5 oktober 1974 i Barataria, Trinidad, är en amerikansk skådespelare och sångare.
Headly har bland annat medverkat i filmen Respect. Hon har även medverkat i TV-serierna Chicago Med samt Sweet Magnolias.

## Filmografi (i urval)
- 2018–2021 – Chicago Med (TV-serie)
- 2020–2022 – Sweet Magnolias (TV-serie)
- 2021 – Respect (film)